# Simulium wolffhuegeli
Simulium wolffhuegeli es una especie de insecto del género Simulium, familia Simuliidae, orden Diptera.

## Distribución
Se distribuye por Argentina y Bolivia.

## Taxonomía
Fue descrita científicamente por Enderlein, 1922. Fue publicada en Weitere Beiträge zur Kenntnis der Simuliiden. 1: 67-76. 